# Spedino
Spedino è una frazione di Borgorose (RI), nel Lazio.

## Geografia fisica

### Territorio
Il borgo di Spedino è situato nel Lazio al confine della regione storico-geografica del Cicolano con la Marsica, in Abruzzo. Il nucleo urbano si compone di due aree, quella medievale detta Spedino Vecchio sul Colle Civita e quella moderna, edificata poco più in basso perlopiù dopo il terremoto della Marsica del 1915. Il territorio è dominato a nord-nord ovest dalle vette del monte Castelvecchio (961 m s.l.m.) e di Colle Vena Francesca (956 m s.l.m.). A est si trovano il gruppo montuoso delle montagne della Duchessa e l'area protetta dell'omonima riserva naturale.

## Storia
Il territorio fu in epoca romana prossimo al percorso dell'antica via Equicolana, strada che collegava l'area sabina di Reate a quelle degli Equicoli della Res publica Aequiculanorum e più a sud di Alba Fucens. In località Colle Civita si trovano le tracce dell'insediamento romano. Lo sviluppo del borgo antico risale intorno al IX-X secolo, periodo in cui nei pressi del luogo noto come "Dispendium in Marsi" si sviluppò il castello di Latuschio, a sud del borgo contemporaneo. Il castello, ingrandito nel corso dei secoli, appartenne ai feudatari della contea dei Marsi e successivamente prima agli Orsini e poi ai Colonna, signori della contea di Albe e della baronia di Corvaro.
Durante l'epoca borbonica il borgo risultò inserito giuridicamente nella provincia dell'Abruzzo Ulteriore Secondo, la contemporanea provincia dell'Aquila, distretto di Cittaducale, circondario di Borgocollefegato (Borgorose).
In seguito alla Proclamazione del Regno d'Italia del 1861, il territorio fu al centro del brigantaggio postunitario. Berardino Viola, insieme ad altri briganti del Cicolano, della Marsica e del territorio aquilano, fondò nel 1862 la cosiddetta "banda di Cartòre" con base nella fitta boscaglia che fu attiva fino alla presa di Roma, evento che segnò la fine dello Stato Pontificio e del brigantaggio.
Il terremoto della Marsica del 1915, avvenuto il 13 gennaio, rase al suolo gran parte del paese antico e obbligò la quasi totalità della popolazione superstite a vivere per un lungo periodo in abitazioni fatiscenti.
La ricostruzione parziale del borgo antico e l'edificazione della nuova area urbana, posta poco più in basso, avvenne nel corso del XX secolo. Nel 1927, in seguito all'istituzione della nuova provincia di Rieti, il borgo è stato aggregato dall'Abruzzo alla regione Lazio.

## Monumenti e luoghi d'interesse

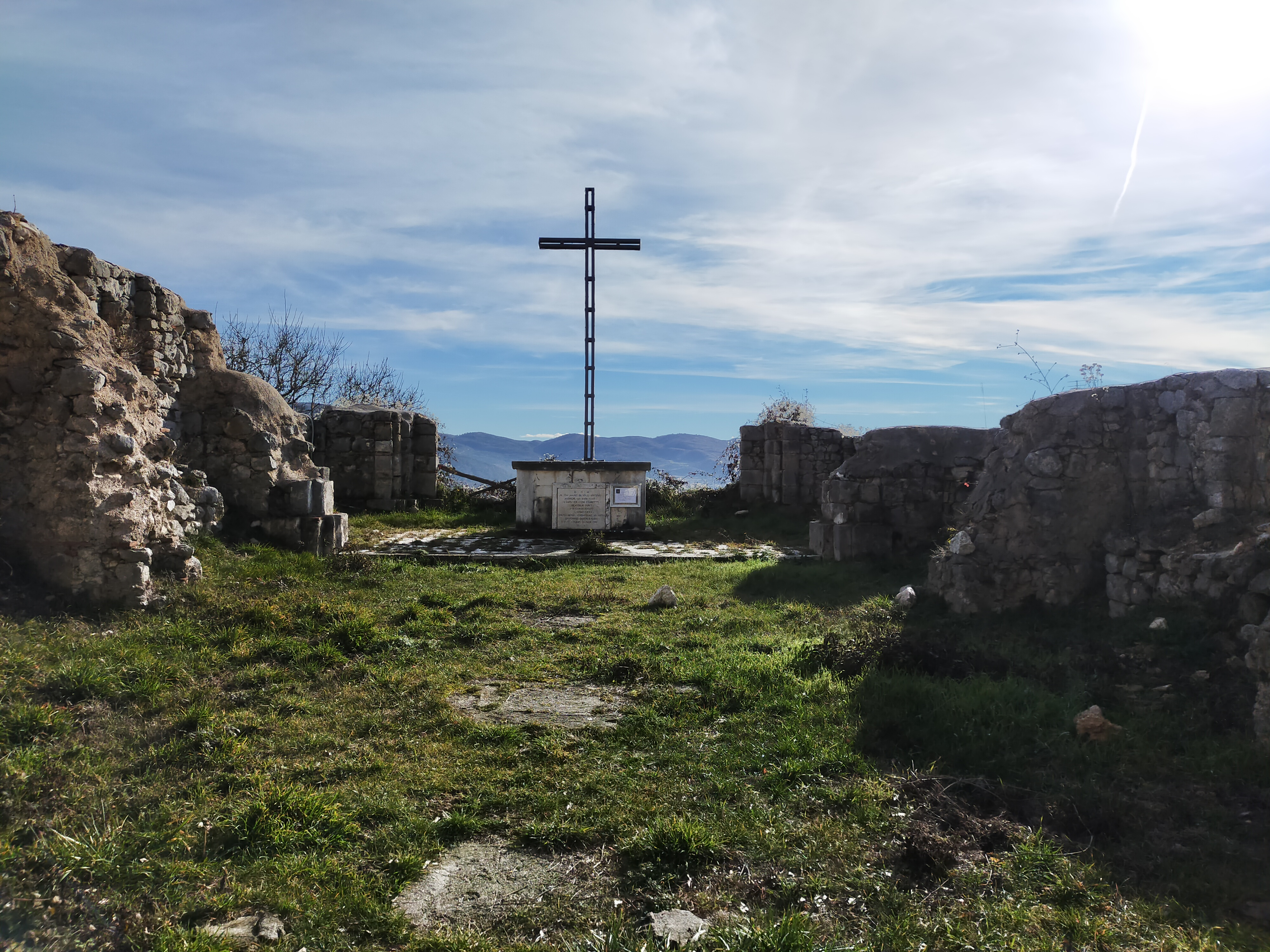
Ruderi dell'antica chiesa di Sant'Andrea

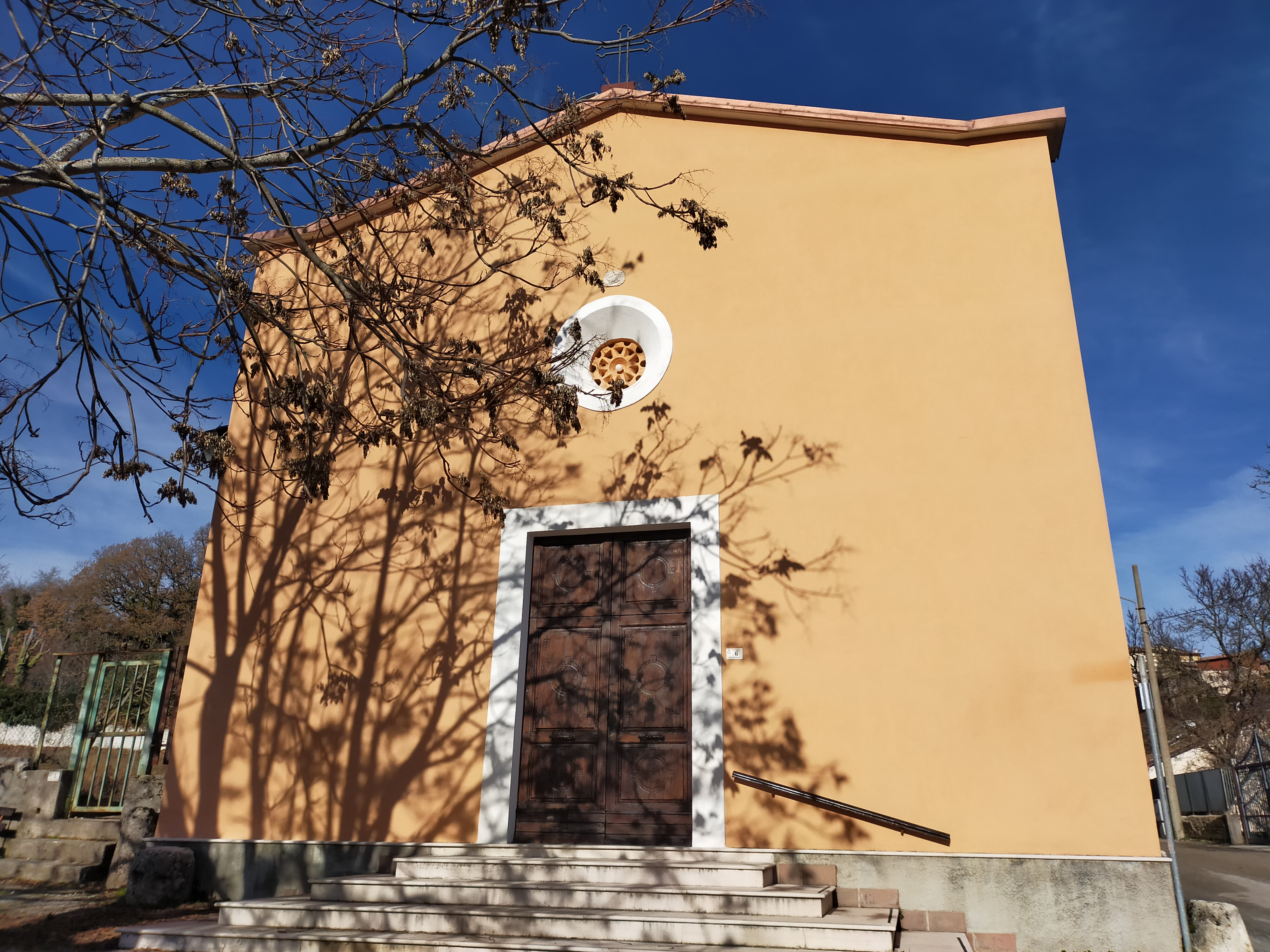
Chiesa nuova di Sant'Andrea

### Architetture religiose
- Chiesa nuova di Sant'Andrea[8].
- Chiesa di origine monastica intitolata a sant'Atanasio liberatore, nei pressi del bivio per Spedino lungo la strada Cicolana[8].
- Ruderi della chiesa antica di Sant'Andrea a Spedino Vecchio[8].

### Siti archeologici
LatuschioLe tracce del castello altomedievale di Spedino sono collocate nell'altopiano a sud del paese denominato "Latuschio" (o anche "Latuscolo"). Edificato da Ruggero della contea di Albe fu gradualmente ingrandito per il controllo dell'area di passaggio tra i piani Palentini e la valle del Salto. Fino all'abolizione del feudalesimo, decretata nel 1806, il castello ebbe diversi feudatari. Successivamente al terremoto del 1915 la fortificazione andò quasi completamente distrutta.
Altri sitiAree d'interesse archeologico sono quella della chiesa di San Paolo, situata a sud di Spedino, che presenta sepolture e rinvenimenti tipici di una necropoli e quella della chiesa antica di Sant'Andrea nei pressi dell'insediamento di epoca romana, in località Colle Civita, dei quali rimangono pochi ruderi.

### Aree naturali
- Riserva regionale Montagne della Duchessa[2].
- Cammino dei Briganti[11].

## Società

### Tradizioni e folclore
Le feste principali sono quelle dedicate ai compatroni sant'Andrea e sant'Atanasio che si svolgono annualmente.

## Infrastrutture e trasporti

### Strade
Spedino è raggiungibile tramite l'autostrada A24 Roma-L'Aquila-Teramo e la A25 Torano-Pescara. Al capoluogo provinciale Rieti vi si giunge tramite la strada regionale 578 Salto Cicolana che la collega anche con Avezzano, in Abruzzo.